# Bermúdez (khu tự quản)
Bermúdez là một khu tự quản thuộc bang Sucre, Venezuela. Thủ phủ của khu tự quản Bermúdez đóng tại Carúpano. Khự tự quản Bermúdez có diện tích 203 km2, dân số theo điều tra dân số ngày 21 tháng 10 năm 2001 là 122195 người.